# Episodi de Le avventure di Ruffy e Reddy (prima stagione)
Lista degli episodi della prima stagione della serie televisiva animata Le avventure di Ruffy e Reddy.
| n° | Titolo originale                             | Titolo italiano                  | Prima TV USA     | Prima TV Italia |
| -- | -------------------------------------------- | -------------------------------- | ---------------- | --------------- |
| 1  | Planet Pirates                               | Viaggio nello spazio             | 14 dicembre 1957 | 26 ottobre 1969 |
| 2  | Night Flight Fright                          |                                  | 14 dicembre 1957 |                 |
| 3  | The 'Whama Bama Gamma' Gun                   |                                  | 14 dicembre 1957 |                 |
| 4  | The Mastermind of Muni-Mula                  |                                  | 21 dicembre 1957 |                 |
| 5  | The Mad Monster of Muni-Mula                 |                                  | 21 dicembre 1957 |                 |
| 6  | Hocus Pocus Focus                            |                                  | 21 dicembre 1957 |                 |
| 7  | Muni Mula Mix-Up                             |                                  | 28 dicembre 1957 |                 |
| 8  | Creepy Creature Feature                      |                                  | 28 dicembre 1957 |                 |
| 9  | The Creepy Creature                          |                                  | 28 dicembre 1957 |                 |
| 10 | Surprise in the Skies                        |                                  | 4 gennaio 1958   |                 |
| 11 | Crowds in the Clouds                         |                                  | 4 gennaio 1958   |                 |
| 12 | Reddy's Rocket Rescue                        |                                  | 4 gennaio 1958   |                 |
| 13 | Rocket Ranger Danger                         |                                  | 11 gennaio 1958  |                 |
| 14 | Pinky the Pint Sized Pachyderm               | In Africa con l’elefantino Pinki | 11 gennaio 1958  |                 |
| 15 | Last Trip of a Ghost Ship                    |                                  | 11 gennaio 1958  |                 |
| 16 | The Irate Pirate                             |                                  | 18 gennaio 1958  |                 |
| 17 | Dynamite Fright                              |                                  | 18 gennaio 1958  |                 |
| 18 | Marooned in Typhoon Lagoon                   |                                  | 18 gennaio 1958  |                 |
| 19 | Scarey Harry Safari                          |                                  | 25 gennaio 1958  |                 |
| 20 | Jungle Jitters                               |                                  | 25 gennaio 1958  |                 |
| 21 | Bungle in the Jungle                         |                                  | 25 gennaio 1958  |                 |
| 22 | Miles of Crocodiles                          |                                  | 1º febbraio 1958 |                 |
| 23 | A Creep in the Deep                          |                                  | 1º febbraio 1958 |                 |
| 24 | Hot Shot's Plot                              |                                  | 1º febbraio 1958 |                 |
| 25 | The Gloom of Doom                            |                                  | 8 febbraio 1958  |                 |
| 26 | The Trapped Trap the Trapper                 |                                  | 8 febbraio 1958  |                 |
| 27 | Westward Ho Ho Ho                            |                                  | 8 febbraio 1958  |                 |
| 28 | A Slight Fright on a Moonlight Night         |                                  | 15 febbraio 1958 |                 |
| 29 | Asleep While a Creep Steals Sheep            |                                  | 15 febbraio 1958 |                 |
| 30 | Copped by a Copter                           |                                  | 15 febbraio 1958 |                 |
| 31 | The Two Terrible Twins from Texas            |                                  | 22 febbraio 1958 |                 |
| 32 | Killer and Diller in a Chiller of a Thriller |                                  | 22 febbraio 1958 |                 |
| 33 | A Friend to the End                          |                                  | 22 febbraio 1958 |                 |
| 34 | Heels on Wheels                              |                                  | 1º marzo 1958    |                 |
| 35 | The Whirly-Bird Catches the Worms            |                                  | 1º marzo 1958    |                 |
| 36 | The Boss of Double-Cross                     |                                  | 1º marzo 1958    |                 |
| 37 | Ship-Shape Sheep                             |                                  | 8 marzo 1958     |                 |
| 38 | Rootin' Tootin' Shootin'                     |                                  | 8 marzo 1958     |                 |
| 39 | Hot Lead for a Hot-Head                      |                                  | 8 marzo 1958     |                 |
| 40 | The Treasure of Doubloon                     |                                  | 15 marzo 1958    |                 |
| 41 | Blunder Down Under                           |                                  | 15 marzo 1958    |                 |
| 42 | The Metal Monster Mystery                    |                                  | 15 marzo 1958    |                 |
| 43 | The Late, Late Pieces of Eight               |                                  | 22 marzo 1958    |                 |
| 44 | The Goon of Doubloon Lagoon                  |                                  | 22 marzo 1958    |                 |
| 45 | Two Dubs in a Sub                            |                                  | 22 marzo 1958    |                 |
| 46 | Big Deal with a Small Seal                   |                                  | 29 marzo 1958    |                 |
| 47 | A Real Keen Submarine                        |                                  | 29 marzo 1958    |                 |
| 48 | No Hope for a Dope on a Periscope            |                                  | 29 marzo 1958    |                 |
| 49 | Rescue in the Deep Blue                      |                                  | 5 aprile 1958    |                 |
| 50 | A Whale of a Tale of a Tail of a Whale       |                                  | 5 aprile 1958    |                 |
| 51 | Welcome Guest in a Treasure Chest            |                                  | 5 aprile 1958    |                 |
| 52 | Pot Shot Puts Hot Shot on a Hot Spot         |                                  | 5 aprile 1958    |                 |